# Башня Джона Хэнкока
Башня Джона Хэнкока (англ. John Hancock Tower, Hancock Place) — 60-этажное здание высотой 241 м, построенное в 1968—1976 годах по проекту Йо Мин Пея и Генри Кобба (заказчик — John Hancock Insurance). Это самое высокое здание Бостона и Новой Англии, входящее в одноимённый комплекс зданий — Хэнкок-Плейс, в просторечии «Хэнкок». В 2011 году здание получило Четвертьвековую награду Американского института архитектуры.
Открытие здания планировалось на 1971 год, однако из-за многочисленных просчётов в проекте состоялось только в 1976 году. В частности, из-за недопустимо высокой амплитуды колебаний здания потребовалось установить демпферы колебаний (два противовеса по 300 тонн). В 1972—1973 годах здание начало буквально осыпаться — стеклопакеты срывались вниз десятками. Некоторое время, пока изготавливали новый комплект стёкол, здание стояло зашитым в фанеру; в итоге пришлось заменить все фасады. Корень проблемы оказался в рамках, изолирующих стёкла в стеклопакетах, и в способе спая рамки со стёклами. Прочные материалы, прекрасно работавшие в относительно небольших стеклопакетах, оказались непригодными для больших панелей башни Джона Хэнкока: разницы в коэффициентах теплового расширения приводили к накоплению микротрещин по периметру рамки; под нагрузкой от ветра стеклопакет рано или поздно рассыпа́лся.
Несмотря на всё это, в 1977 году авторы проекта были удостоены почётной премии Американского института архитекторов. Башня Джона Хэнкока — первый в США полностью остеклённый небоскрёб, имеющий в плане форму не прямоугольника, а параллелограмма. В 2006 году национальное Агентство по защите окружающей среды отметило здание призом Energy Star: по стобалльной шкале эффективности потребления энергии башня Джона Хэнкока набрала 79 баллов.

## В культуре
В документальном сериале «Жизнь после людей» башня Джона Хэнкока разрушается из-за разлома элементов каркаса.
«Фанерный дворец» послужил прообразом сюжета романа Роберта Бёрна «Небоскрёб».